# 木村育生
木村 育生（きむら いくお、1958年7月8日 - ）は、日本の実業家であり、株式会社インボイスの創業者、イコールパートナーズ株式会社、小僧寿しの代表取締役を経て、現在は自身が2014年に設立した株式会社クロスチェックの代表取締役を務める。

## 来歴
東京都出身。慶應義塾中等部、慶應義塾高等学校を経て、慶應義塾大学商学部を卒業。大学在学中にはバスケットボール部のコーチ業に没頭し留年を経験。その後、「就職したくない」という思いから大学卒業後の1982年に米国ミシガン州立大学へ留学。1984年にテキサス州ヒューストンの貿易会社に入社し、翌1985年に帰国。同年、株式会社I.Q.Oを設立して代表取締役に就任。その後、I.Q.Oはゼネラル通信工業株式会社を経て、2001年に株式会社インボイスへ社名変更、2002年に上場した。
2010年、インボイスのMBOを機に全役職を退任し、自らの資産運用を目的にイコールパートナーズ株式会社を設立。2013年には小僧寿しの再建に携わり、2014年には自身が開発した一括請求サービスを展開する株式会社クロスチェックを起業。現在もクロスチェックの代表取締役を務めるとともに、幅広い経営活動を展開している。

## バスケットボールとの関わり
中学時代にバスケットボール部に所属して以降、同競技に深く関わる。大学時代には出身中学のバスケットボール部でヘッドコーチを務めた。
2005年には株式会社日本プロバスケットボールリーグ（Bリーグの前進であるBjリーグ）の代表取締役会長に就任。日本におけるプロバスケットボールの普及と発展に寄与した。

## 経営理念と取り組み
木村は、経営において透明性と従業員重視の姿勢を貫く実業家として知られる。インボイス時代には自身の給料を0円にし、交際費もすべて自腹で負担するなど、ストイックな経営方針を採用。また、働き方改革の推進など、従業員に寄り添った形で経営を行っている。
株式会社クロスチェックにおいても、従業員や取引先と信頼を築きながら、クライアントの成功をサポートする経営方針を掲げている。